# Jacqueline Biny
Jacqueline Pauline Augustine Durand, coniugata Biny (Marsiglia, 9 marzo 1928 – Marsiglia, 24 settembre 2008), è stata una cestista francese.

## Carriera
Con la Francia ha disputato i Campionati del mondo del 1953 e due edizioni dei Campionati europei (1952, 1954).